# IJsselmonde
IJsselmonde ist eine Flussinsel in der niederländischen Provinz Südholland im Rhein-Maas-Delta zwischen Nieuwe Maas, Noord und Oude Maas.
Einen großen Teil des Nordens der Insel nehmen der Hafen der Stadt Rotterdam und die Wohngebiete von Rotterdam-Süd ein. Darunter fällt auch die früher selbständige Ortschaft IJsselmonde. Die Insel war früher eine reiche Landwirtschaftsregion; heute liegen auf ihr neben der Metropole hauptsächlich Schlafstädte wie Albrandswaard, Barendrecht, Hendrik-Ido-Ambacht, Ridderkerk und Zwijndrecht, nur der mittlere Süden hat etwas von seinem ländlichen Charakter bewahrt.
Der Zwijndrechtse Waard (Waard ≈ Werder), auf dem Zwijndrecht liegt, war ursprünglich eine selbständige Flussinsel, von IJsselmonde durch den westlichen Abschnitt des Waal getrennt. Nachdem die beiden Enden des Waal geschlossen wurden, wird er nun als Teil von IJsselmonde angesehen.
Durchquert wird IJsselmonde im Osten von Nord nach Süd von der Schnellfahrstrecke HSL Zuid (Schnellfahrstrecke Schiphol–Antwerpen). Sie kreuzt sich hier mit der Betuweroute vom  Hafen Rotterdam nach Zevenaar.